# منجك باشا
مَنجَك باشا بن محمّد بن مَنجَك اليوسفي الجركسي (1007-1080هـ = 1598 - 8 نوفمبر 1669م) شاعر سوري من أهل القرن السابع عشر الميلادي. ولد في دمشق ونشأ بها وينتسب إلى أسرة عريقة في الإمارة. عرف عنه عبقريته الذاتية وكَرَمه المفرط. له مجموعة قصائد ومقطوعات نظمها أثناء إقامته بديار الروم. 

## سيرته
هو الأمير مَنجَك بن محمد بن منجك بن أبي بكر بن عبد القادر بن إبراهيم بن محمد بن إبراهين بن منجك الكبير اليوسفي الشركسي الدمشقي الشامي.

ولد بدمشق سنة 1007 هـ/ 1598 م أو يقال في 1005 هـ/ 1596 م في عائلة عريقة عالية تنحدر من أصل جركسي ونشأ بها. حفظ القرآن بقراءاته، وسمع الحديث وعلومه، وحصل شيئاً من الفقه. أحبّ الأدب من طفولته فلزم العلماء وأخذ العلوم المختلفة عندهم، منهم عبد الرحمن العامدي وأحمد الوفائي وأبو العباس المقرّي، وأخذ الأدب عن أحمد بن شاهين. 

ورث عن والده بعده وفاته مالاً وفيراً، ثم سافر إلى بلاد الروم واجتمع بأدبائها وأمضى مدة في إسطنبول، فاتصل بالسلطان ورجال الدولة. عاد إلى دمشق في 1056 هـ /1646 م واعتزل أواخر عمره. وتوفي قبل الظهر 14 جمادى الآخرة 1080 / 8 نوفمبر 1669 ودُفن بتربة أجداده في جامعهم المعروف بجامع منجك (جامع الأقصاب) بميدان الحصي. 

## شعره
نظم في موضوعات الشعر المختلفة: المدائح، والحماسة والفحر، والنسيب والغزل، والخمريات، والروميات، والوصف والطبيعة، والمطارحات الوجدانية، وأغراض مختلفة (زهديات وتأريخ). 